# The String-A-Longs
The String-A-Longs ist der Name einer US-amerikanischen Gitarren-Band, die in den 1960er Jahren Popmusik veröffentlichte. Mit dem Instrumental Wheels hatte die Gruppe einen internationalen Millionenhit.

## Geschichte
Mitte der 1950er Jahre gründeten Keith McCormack, Aubrey de Cordova und Richard Stephens in Plainview (Texas) die Schülerband The Patio Kids. Mit McCormack als Sänger spielten sie bei Schulveranstaltungen hauptsächlich Rock ’n’ Roll. 1957 nannte sich die Gruppe in The Rock ‘n’ Rollers um, mit Charles Edmiston war ein Schlagzeuger und mit Jimmy Torres ein weiterer Gitarrist hinzugekommen. In einer Rundfunkstation in Amarillo (Texas) nahmen sie 1958 ihre erste Schallplatte auf, die von der Plattenfirma Ven veröffentlicht wurde und sich im lokalen Umfeld der Band gut verkaufte. Noch bevor die Gruppe 1959 erneut den Namen, nun in The Leen Teen, wechselte, gab es die ersten Kontakte zu Norman Petty, der zu dieser Zeit schon Produzent von Buddy Holly war. Mithilfe von Norman Petty gelang es den The Leen Teens, bei der großen kalifornischen Plattenfirma Imperial 1959 wieder eine Single aufzunehmen.
Im Herbst 1960 plante Petty eine neue Plattenproduktion mit den Leen Teens. Aufgenommen werden sollte der von Bandmitgliedern Jimmy Torres und Richard Stephens geschriebene Titel Tell The World. Neben diesen beiden bestand die Band zu dieser Zeit noch aus Keith McCormack, Aubrey de Cordova und Don Allen. Da McCormack kurz vor Produktionsbeginn wegen Schwierigkeiten mit seiner Stimme ausfiel, entschied sich Petty mit dem Rest der Band Tell The World als Instrumental zu produzieren. Für die vorgesehene Single nahm er mit der Band, die er wegen des Ausfalls von McCormack in The String-A-Longs umtaufte, als zweiten Titel seine Komposition Wheels auf. Durch eine Verwechslung bei der Plattenfirma Warwick kam es zu einer Verwechslung der Autorenangabe. Dieser Fehler konnte auch mit der Veröffentlichung zweier neuer Singles nicht behoben werden. Es setzte sich der Titel Wheels durch, der unter der falschen Autorenangabe Torres/Stephens zuerst in den USA ein Superhit wurde. In den Hot 100 des führenden US-Musikmagazins Billboard wurde der Titel Anfang 1961 16 Wochen lang notiert und erreichte Platz drei. Die Plattenindustrie zeichnete Wheels mit dem Goldenen Löwen aus. Auch weltweit wurde das Stück zu einem Plattenerfolg und wurde millionenfach verkauft.
Auch nach dem Erfolg mit Wheels produzierten die String-A-Longs weiter Instrumentals. Die nächsten Platten wurden ebenfalls bei Warwick veröffentlicht, unmittelbar nach ihrem Megahit konnten mit Brass Buttons (35.) und Should I (42.) weitere Hot-100-Erfolge verbucht werden. Das gute Plattenecho reichte jedoch nicht aus, die String-A-Longs auch bei öffentlichen Auftritten zu vermarkten. Es blieb bei einigen wenigen Konzertauftritten in den USA, daneben bemühte sich Norman Petty vergeblich um öffentlichkeitswirksame Auftritte im Fernsehen oder im Ausland.
1962 ging die Plattenfirma Warwick in Konkurs, und die Band musste zum Nashviller Label Dot Records wechseln. Dort wurden bis 1965 sechs Singles produziert, die jedoch allesamt erfolglos blieben. Im Februar 1965 erschien die letzte Single der String-A-Longs bei Dot, die auch das Ende der Gruppe einläutete. Schon kurz nach dem Wechsel zu Dot war Richard Stephens ausgeschieden, 1968 wechselte Keith McCormack zu den ebenfalls von Petty betreuten Fireballs, und Aubrey de Cordova zog sich zurück, um seinen Collegeabschluss zu beenden. Noch einmal erschien 1969 eine String-A-Longs-Single bei der New Yorker Plattenfirma Atco. Sie war wieder von Norman Petty produziert worden, aber es hielten sich Gerüchte, dass die Platte von den Fireballs bespielt worden wäre.

## Mitglieder
- Richard Stephens (* 20. September 1940): Leadgitarre
- Keith McCormack (* 19. Oktober 1940): Rhythmusgitarre
- Jimmy Torres (* 2. Oktober 1939): Rhythmusgitarre
- Aubrey de Cordova (* 20. November 1941): Bassgitarre
- Don Allen (* 18. Juli 1938): Schlagzeug

## Diskografie

### Alben
| Titel           | Katalog-Nr.  | veröffentlicht |
| --------------- | ------------ | -------------- |
| Pick a Hit      | Warwick 2036 | 1961           |
| Matilda         | Dot 25463    | 1962           |
| Wide World Hits | Atco 241     | 1968           |

### Singles
| A/B-Seite                               | Katalog-Nr. | veröffentl. |
| --------------------------------------- | ----------- | ----------- |
| The Rock ‘n’ Rollers                    |             |             |
|                                         | Ven         |             |
| For You / Boy! I Think It’s Really Love | 100         | 01/1958     |
| The Teen Leens                          |             |             |
|                                         | Imperial    |             |
| Dream Around You / So Shy               | 5593        | 07/1959     |
| The String-A-Longs                      |             |             |
|                                         | Warwick     |             |
| Wheels / Tell the World                 | 603         | 12/1960     |
| Wheels/ Am I Asking Too Much?           | 603         | 12/1960     |
| Tell the World / For an Angel           | 606         | 01/1961     |
| Brass Buttons / Panic Button            | 625         | 03/1961     |
| Should I / Take a Minute                | 654         | 05/1961     |
| Mina Bird / Scottie                     | 668         | 09/1961     |
| Theme for Twisters / Nearly Sunrise     | 675         | 01/1962     |
|                                         | Dot         |             |
| Twistwatch / Sunday                     | 16331       | 02/1962     |
| My Blue Heaven / Spinnin’ My Wheels     | 16379       | 06/1962     |
| Matilda / Replica                       | 16393       | 09/1962     |
| Happy Melody / Heartaches               | 16448       | 01/1963     |
| My Babe / Myna Bird                     | 16575       | 01/1964     |
| Caravan / Mathilda                      | 16708       | 02/1965     |
|                                         | Atco        |             |
| Popi / Places I Remember                | 6694        | 07/1969     |

## Chartplatzierungen
| Jahr | Titel Album   | Höchstplatzierung, Gesamtwochen, AuszeichnungChartplatzierungen (Jahr, Titel, Album, Platzierungen, Wochen, Auszeichnungen, Anmerkungen) | Höchstplatzierung, Gesamtwochen, AuszeichnungChartplatzierungen (Jahr, Titel, Album, Platzierungen, Wochen, Auszeichnungen, Anmerkungen) | Höchstplatzierung, Gesamtwochen, AuszeichnungChartplatzierungen (Jahr, Titel, Album, Platzierungen, Wochen, Auszeichnungen, Anmerkungen) | Höchstplatzierung, Gesamtwochen, AuszeichnungChartplatzierungen (Jahr, Titel, Album, Platzierungen, Wochen, Auszeichnungen, Anmerkungen) | Anmerkungen |
| Jahr | Titel Album   | DE | UK | US | R&B | Anmerkungen |
| ---- | ------------- | --- | --- | --- | --- | ----------- |
| 1961 | Wheels        | DE1 (20 Wo.)DE | UK8 (16 Wo.)UK | US3 (16 Wo.)US | R&B19 (5 Wo.)R&B |             |
| 1961 | Brass Buttons | — | — | US35 (7 Wo.)US | — |             |
| 1961 | Should I      | — | — | US42 (9 Wo.)US | — |             |
| 1962 | Sunday        | DE28 (16 Wo.)DE | — | — | — |             |